# Bonania
Bonania es un género de plantas perteneciente a la familia Euphorbiaceae. Comprende 14 especies descritas y de estas, solo 7 aceptadas. Es originario de las Antillas.

## Taxonomía
El género fue descrito por A.Rich. y Ramón de la Sagra y publicado en Historia Física Política y Natural de la Isla de Cuba, Botánica 11: 201. 1850. La especie tipo es: Bonania cubana A.Rich.	

## Especies aceptadas
A continuación se brinda un listado de las especies del género Bonania aceptadas hasta octubre de 2012, ordenadas alfabéticamente. Para cada una se indica el nombre binomial seguido del autor, abreviado según las convenciones y usos.
- Bonania cubana A.Rich.
- Bonania domingensis (Urb.) Urb.
- Bonania elliptica Urb.
- Bonania emarginata C.Wright ex Griseb.
- Bonania erythrosperma (Griseb.) Benth. & Hook.f. ex B.D.Jacks.
- Bonania linearifolia Urb. & Ekman
- Bonania myricifolia (Griseb.) Benth. & Hook.f.